# Påve
Påve (av latinets papa (PP.), "fader", av grekiskans πάπας, pápas, "fader", ursprungligen stavat πάππας, páppas) är titeln för biskopen av Rom, tillika Romersk-katolska kyrkans högste ledare. Själva ordet "påve" kunde förr även användas om andra höga kyrkoledare. Patriarken av Alexandria bär alltjämt titeln påve, liksom maronitiska kyrkans överhuvud. Den romerske påven räknas inom bland annat Katolska kyrkan som aposteln Petrus efterträdare eftersom Petrus anses vara den förste biskopen i Rom. Katolska kyrkan anser att den roll eller ämbete som gavs åt Petrus lever kvar och har getts till efterföljande biskopar i Rom. Jesus Kristus själv anförtrodde kyrkan till Petrus: ”Du är Petrus, Klippan, och på den klippan skall jag bygga min kyrka” (Matteusevangeliet 16:18).
Den nuvarande påven är Leo XIV.

## Statsöverhuvud
Påven är regent i Vatikanstaten och är som sådan representerad i Förenta nationerna. Heliga stolen, som Vatikanstaten benämns i diplomatiska sammanhang, har officiella förbindelser med många stater, bland dem Sverige sedan 1982. Den påvliga administrationen handhas av kurian.

## Påvedömets historia
Enligt kyrklig tradition ska aposteln Petrus ha lett kyrkan i Rom tillsammans med Paulus, och båda skall ha lidit martyrdöden under kejsar Neros förföljelse på 60-talet e.Kr. Redan under de första århundradena hade den romerska kyrkan en ledande ställning, och man vände sig till påven för att få hjälp att avgöra kyrkliga och teologiska tvister. Vid första konciliet i Nicaea år 325 beslutades det att påven skulle vara högst i kyrkans hierarki, över patriarkerna, varför bland annat påven Leo I hade det avgörande ordet vid konciliet i Chalkedon år 451. I den romerska rikskyrkan betraktades påven som ärkepatriarken, och han erkänns ännu idag av de ortodoxa kyrkorna som den främste av patriarkerna, fastän de brutit med katolska kyrkan.
Att påven fick en så ökad maktställning berodde på förhållandena efter det romerska rikets delning år 395. I öster förenade den bysantinske kejsaren både den politiska och kyrkliga makten (se caesareopapism), och kyrkan var decentraliserad i fyra patriarkat, Konstantinopel, Alexandria, Antiokia och Jerusalem. I väster fanns ingen kejsare efter Västroms fall år 476, och istället fick påven ensam ta både det kyrkliga och det politiska ansvaret. I en konstitution från år 445 bekräftar kejsar Valentinianus III den romerske biskopens primat. När germanfolken kristnades och det medeltida västerlandet växte fram, var påven det sammanhållande bandet och den moraliska auktoriteten under tider av politisk splittring.

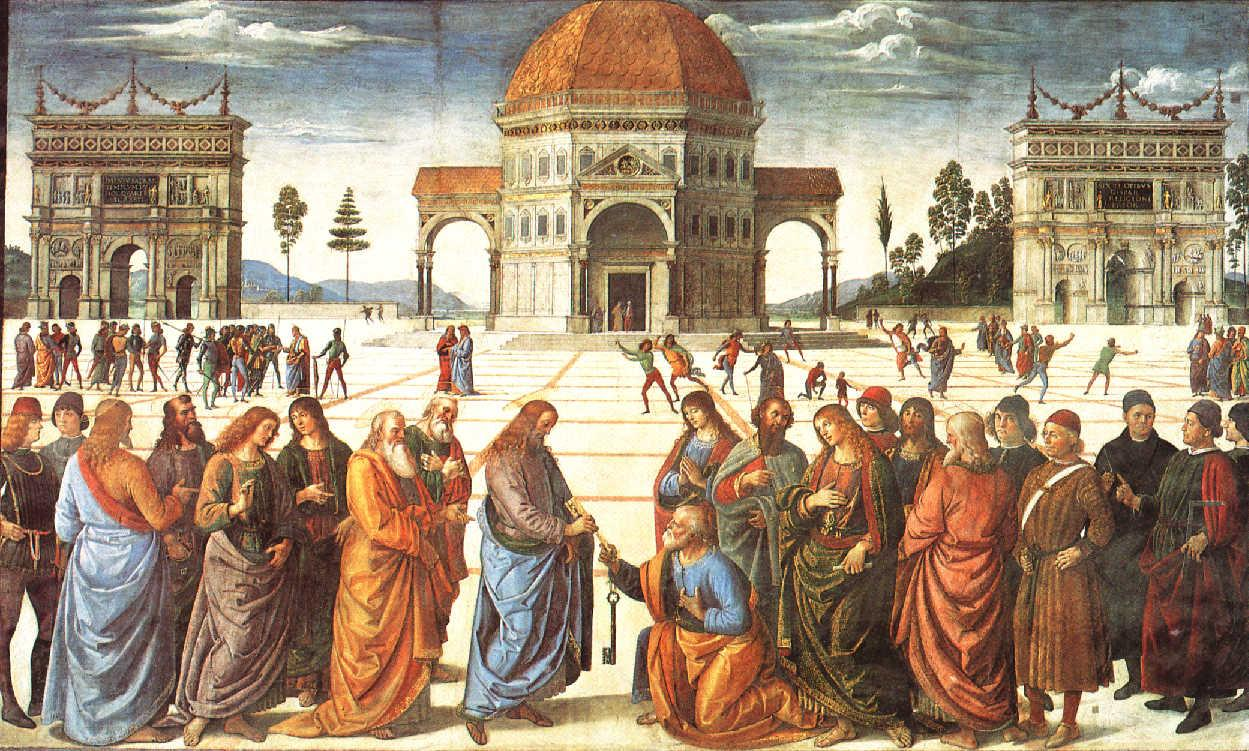
Perugino – "Kristus överlämnar himmelrikets nycklar till Petrus" (1481-1482), fresk i Sixtinska kapellet.

Genom att det skapades ett västerländskt kejsardöme under Karl den store (krönt till kejsare av påven år 800) fick påven en central politisk betydelse. Genom grundandet av Kyrkostaten år 756 blev påven även världslig furste men samtidigt länstagare åt kejsaren. Också under de ottonska kejsarna (Otto I, Otto II och Otto III) på 900-talet var påve och kejsare sammanknutna i ett förhållande som långt ifrån alltid var harmoniskt, se bland annat gregorianska reformen och investiturstriden. Under påvarna Innocentius III (1198–1216) och Bonifatius VIII (1294–1303) stod påvedömet på höjdpunkten av sin politiska makt. Under 1300-talet följde ”påvarnas babyloniska fångenskap” i Avignon och därefter den stora schismen, som bådadera innebar en nedgång för påvemakten. Krisen kunde bara övervinnas till priset av konciliarismen under Konstanzkonciliet.
Den växande kritiken mot påvestolens hushållning och särskilt mot renässanspåvarnas slöseri, bidrog till 1500-talets reformation, där påven, i protestantisk propaganda, ofta framställdes som antikrist. Genom tridentinska mötet (1545–1563) fastställdes på nytt påvens ställning som kyrkans obestridde ledare, något som slutligen fick sin bekräftelse vid Första Vatikankonciliet 1869–1870 och läran om påvens ofelbarhet och universalepiskopat som lade hela det yttersta ansvaret för kyrkans lära och styrelse i hans hand. Denna påvliga möjlighet att fastslå en dogm utan ett koncilium, utan bara med en påvlig synod, har i historien bara använts två gånger, 1854 under Pius IX Immaculata conceptio, och 1950 under Pius XII Mariae Assumptio. Medan konciliet pågick intogs Rom av italienska trupper, och Kyrkostaten uppgick i det nya Italien. Sedan påven varit ”fånge i Vatikanen” under nära 60 år, upprättades Vatikanstaten genom Lateranfördraget 1929.
Vid Andra Vatikankonciliet 1962–1965 betonades biskoparnas gemensamma ansvar för kyrkan på ett sätt som bröt men inte upphävde föregående århundradens påvliga centralisering. Under Johannes Paulus II har påven långt mer än tidigare blivit en massmedial gestalt.

### Lista över påvar
- Lista över påvar

## Påveval

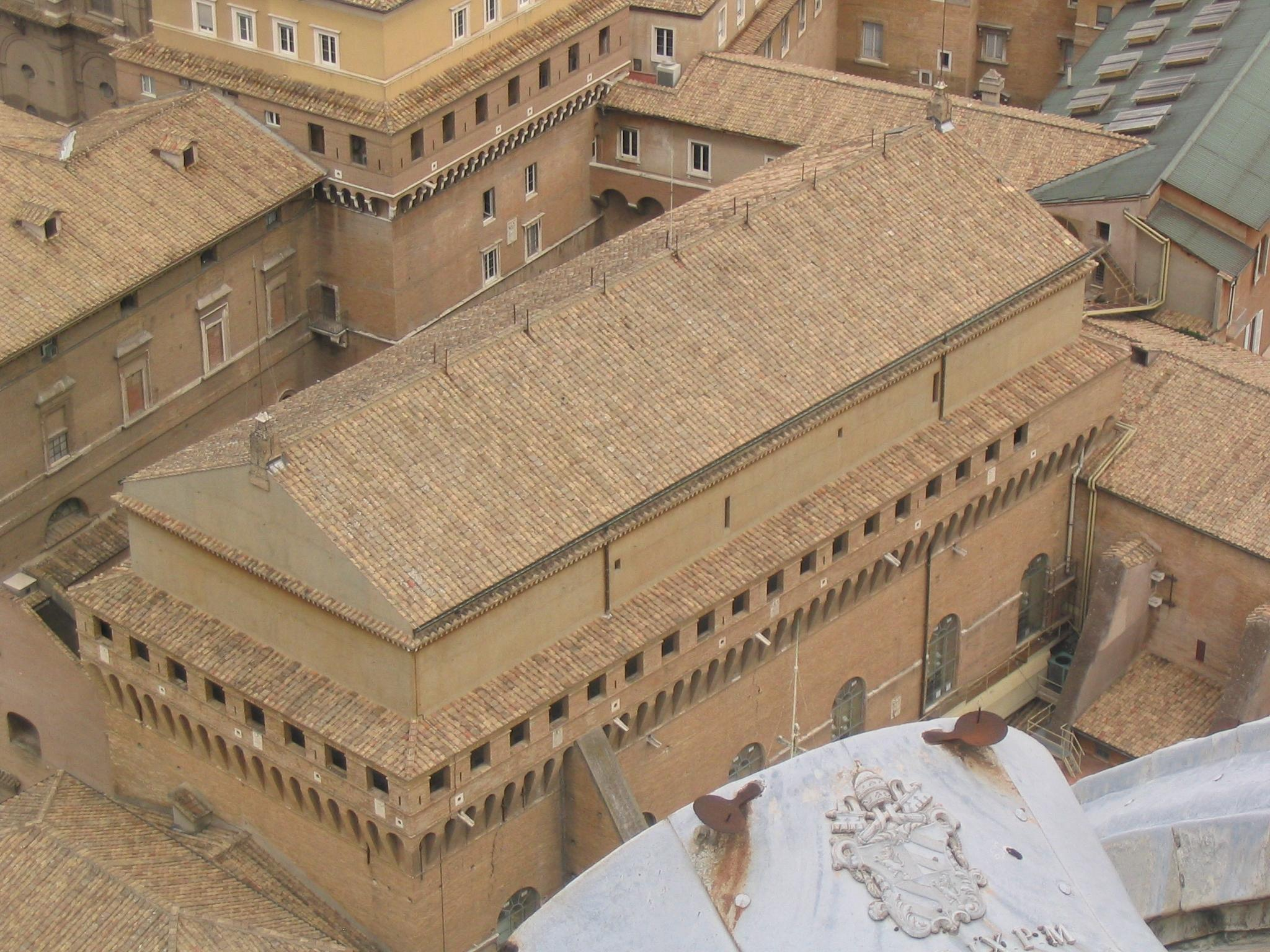
Konklaven sammanträder i Sixtinska kapellet.

Varje påve väljs av en särskild valkorporation, kardinalkollegiet, som då sammanträder i Sixtinska kapellet till en konklav. Den som väljs till påve behöver inte själv vara kardinal, men i praktiken är detta ofta fallet. Vilken katolsk ogift man som helst kan dock väljas. I de få fall då en icke-biskop väljs, måste denne vigas till biskop innan han kröns till påve.
Fram till 1963 kröntes påven med den tredelade tiaran Triregnum, enligt en över tusen år gammal rit som symboliskt utropade påven till bland annat härskare över världen.
En ny påve blir endast vald om han erhåller minst två tredjedelar av de avgivna rösterna. Har en påve valts eldar man så att det blir vit rök i skorstenen men om erforderlig majoritet inte har uppnåtts eldar de så det kommer svart rök ur skorstenen.
Genom historiens lopp har en rad personer gjort anspråk på att vara rättmätig påve, dock utan att de erkänts som sådan av den Romersk-katolska kyrkan. Dessa kallas motpåvar.

## Påvens titlar
Påvens officiella titlar publiceras enligt en fastställd ordning i Heliga stolens årsbok Annuario Pontificio (inom parentes på italienska):
- Biskop av Rom (Vescovo di Roma)
- Jesu Kristi ställföreträdare (Vicario di Gesù Cristo)
- Aposteln Petrus efterträdare (Successore del principe degli apostoli)
- Överhuvud för den universella kyrkan (Sommo pontefice della chiesa universale)
- Italiens primas (Primate d'Italia)
- Romerska kyrkoprovinsens ärkebiskop och metropolit (Arcivescovo e metropolita della Provincia Romana)
- Vatikanstatens härskare (Sovrano dello Stato della Città del Vaticano)
- Guds tjänares tjänare (Servo dei servi di Dio)

Påven har ytterligare titlar utöver de titlar som listas som officiella, men sedan 2006 ingår inte längre titeln "Västerlandets patriark" (Patriarca dell'Occidente) bland de titlar som publiceras i årsboken.